# Notopteris neocaledonica
Notopteris neocaledonica là một loài động vật có vú trong họ Dơi quạ, bộ Dơi. Loài này được Trouessart mô tả năm 1908.

## Hình ảnh

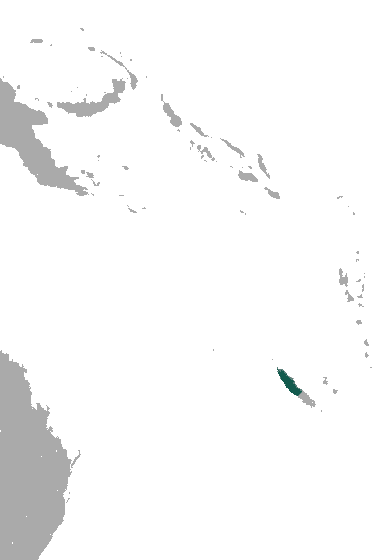